# Breitling
Breitling és una empresa que dissenya, fabrica i distribueix rellotges i cronòmetres. És una companyia privada fundada el 1884 a Grenchen, cantó de Solothurn, Suïssa. És coneguda pels seus cronòmetres de precisió fets servir pels aviadors.
Breitling va ser fundada a Saint-Imier, per Léon Breitling en 1884. Els rellotges Breitling es fan a Suïssa usant components suïssos. Breitling fa dos moviments: el B01 i B04. El 2009 Breitling desenvolupa el BR01, un moviment cronògraf mecànic, utilitzat en el Breitling Chronomat 01, el primer rellotge produït íntegrament per Breitling. El Chronomat ha utilitzat des de llavors un moviment Breitling amb l'última incorporació (2012) per al rang de ser el Chronomat GMT Limited, un rellotge d'edició limitada; i el Breitling Chronomat 44 GMT, tant amb el moviment B04.